# Christof Dejung
Christof Dejung (* 1968) ist ein Schweizer Historiker und Professor für Neueste Allgemeine Geschichte am Historischen Institut der Universität Bern.

## Leben
Christof Dejung studierte Allgemeine Geschichte, Deutsche Sprach- und Literaturwissenschaften und Sozialpsychologie an der Universität Zürich. 1997 wurde ihm für seine Lizentiatsarbeit zur unterschiedlichen Wahrnehmung des Waldsterbens in der deutschen und der französischen Schweiz der Hauptpreis der Philosophischen Fakultät der Universität Zürich verliehen. Zwischen 1998 und 2006 war er Assistent an der Forschungsstelle für Sozial- und Wirtschaftsgeschichte der Universität Zürich und von 1998 bis 2003 als Mitarbeiter und Vorstandsmitglied im Oral-History-Projekt „Archimob - Erinnerungen an den Zweiten Weltkrieg in der Schweiz“ tätig. 2004 wurde Christof Dejung mit einer Arbeit zur Kultur- und Alltagsgeschichte des Militärdienstes in der Schweiz 1939–1945 an der Philosophischen Fakultät der Universität Zürich promoviert.
Nach seiner Promotion forschte er in Zürich, Göttingen und Konstanz. 2010 schloss er sein Habilitationsprojekt zu den sozialen, kulturellen und historischen Grundlagen des globalen Handels am Beispiel des schweizerischen Handelsunternehmens Gebrüder Volkart an der Universität Konstanz ab. Für die Übersetzung von Die Fäden des globalen Marktes ins Englische erhielt Christof Dejung 2015 den Preis Geisteswissenschaften International zur Förderung herausragender geistes- und sozialwissenschaftlicher Publikationen.
Zwischen 2013 und 2015 war Christof Dejung als Marie Curie Fellow am Wolfson College der University of Cambridge. Später hatte er eine Lehrstuhlvertretung an der Freien Universität Berlin (2015–16), eine Gastprofessur an der Universität Basel (2016) und eine Ergänzungsprofessur der Universität Konstanz (2016–17) inne.
Seit 2018 ist Christof Dejung ordentlicher Professor für Neueste Allgemeine Geschichte am Historischen Institut der Universität Bern. Zu seinen Forschungsschwerpunkten gehören u. a. Globalgeschichte, Wirtschafts- und Unternehmensgeschichte sowie Theorie und Methodik der Geschichtswissenschaften. Er ist Mitherausgeber der Reihe Peripherien – Beiträge zur europäischen Geschichte des Böhlau Verlags.

## Schriften (Auswahl)
- Die Fäden des globalen Marktes. Eine Sozial- und Kulturgeschichte des Welthandels am Beispiel der Handelsfirma Gebrüder Volkart. Böhlau, Köln 2013, ISBN 978-3-412-20986-5.
- mit Niels P. Petersson (Hrsg.): Foundations of World-Wide Economic Integration. Power Institutions and Global Markets 1850–1930. Cambridge University Press, New York 2013, ISBN 978-1-107-03015-2.
- mit Monika Dommann und Daniel Speich Chassé (Hrsg.): Auf der Suche nach der Ökonomie. Historische Annäherungen. Mohr Siebeck, Tübingen 2014, ISBN 978-3-16-153379-2.
- mit Martin Lengwiler (Hrsg.): Ränder der Moderne. Neue Ansätze zur europäischen Geschichte (1800–1930) (= Peripherien, Band 1), Böhlau, Köln 2016, ISBN 978-3-412-22535-3.
- Commodity, Trading, Globalization and the Colonial World. Spinning the Web of the Global Market. Routledge, New York 2018, ISBN 978-1-138-18168-7.